# Groupement de soutien de la base de défense de La Réunion - Mayotte
 (août 2025).
Le groupement de soutien de la base de défense de La Réunion - Mayotte (GSBdD RUN) est un organisme militaire interarmées du service du commissariat des armées créé le 1er janvier 2011. Il est né du groupement de soutien de la base de défense pilote de La Réunion - Mayotte, créé au 1er janvier 2010,. Son rôle est de soutenir dans le domaine de l'administration générale et du soutien courant, toutes les unités militaires des forces armées de la zone sud de l'océan Indien.
Son état-major, est depuis septembre 2011 situé au sein de la caserne Lambert, sur la commune de Saint-Denis.

## Histoire
L'histoire de la présence de l'administration et du soutien des forces armées sur l'île de La Réunion remonte à 1765. À cette époque, le commissaire ordonnateur, chargé par le roi, était responsable de l'administration générale de l'île. Son rôle était d'assurer le développement économique de La Réunion en utilisant tous les leviers de l'action publique.
Au XIXe siècle, les ordonnateurs ont joué un rôle essentiel dans le développement de l'agriculture, de l'économie et du réseau routier de l'île. Ils ont également été à l'origine de grands chantiers tels que la création des six premiers quartiers de l'île, la rédaction des documents administratifs relatifs à l'abolition de l'esclavage, le développement de l'assainissement des quartiers et de l'adduction d'eau, la réalisation du plan d'urbanisation de la ville de Saint-Denis, la découverte du "Pas de Bellecombe-Jacob" et du "chemin des Anglais", ainsi que l'implantation du "Jardin de l'État".
Au XXe siècle, le commissariat devient l'intendance des troupes coloniales, axée désormais sur l'administration et le soutien des forces armées. Il était chargé de l'ordonnancement des dépenses militaires, de la passation des marchés et de la défense des intérêts de l'État dans les affaires contentieuses. Pendant les première et seconde guerres mondiales, le service de l'intendance de La Réunion joue un rôle déterminant dans le ravitaillement de la métropole et des populations locales, participant activement à l'effort de guerre.
Vers la fin du XXe siècle, l'intendance militaire de La Réunion et des Comores est créée. Cette unité devient plus tard l'intendance militaire des forces armées de la zone sud de l'océan Indien, sous la direction d'un intendant militaire de première classe, puis est renommée Direction du commissariat de la zone Réunion-Mayotte (DICOM), conséquence de la transformation du corps des intendants militaires en celui des commissaires.

## Organisation
La Direction du commissariat d’outre-mer (DICOM) et Groupement de soutien de la base de défense de La Réunion - Mayotte (GSBdD RUN) est une entité qui résulte de l'intégration des attributions de la DICOM et du Groupement de Soutien (GS) sous un même commandement. Cette fusion permet au GSBdD d'exercer à la fois des attributions de niveau local et de niveau intermédiaire.
La DICOM-GSBdD est un organisme interarmées relevant du service du commissariat des armées et subordonné au général commandant les forces armées de la zone sud de l'océan Indien. Sa zone géographique de compétence englobe La Réunion, Mayotte et les îles Éparses.
Ses moyens humains et matériels se répartissent au plus près des unités soutenues, avec des divisions ayant une vocation plutôt de "back office" et des pôles opérationnels. Plus précisément, le pôle La Réunion Nord englobe les sites de Gillot (Base aérienne 181), La Redoute/Lambert (COMSUP, EMIA et CASOM) et Port des Galets (Base Navale de La Réunion), tandis que le pôle La Réunion Sud assure le soutien sur Pierrefonds (2e RPIMa).

## Missions
La DICOM-GSBdD La Réunion-Mayotte assure l'administration générale et le soutien commun des forces, notamment pendant les opérations menées par les unités opérationnelles. Son rôle consiste à fournir aux forces les moyens nécessaires pour leur préparation opérationnelle et leur projection. Cela inclut le soutien logistique, le ravitaillement en équipements et fournitures, la gestion des ressources humaines, ainsi que le soutien aux familles des militaires et personnels civils affectés dans la région.
Sa zone géographique de compétence couvre La Réunion, Mayotte et les îles Éparses, ce qui lui confère une responsabilité étendue dans le soutien des forces déployées dans cette région de l'océan Indien. Grâce à une organisation proche des unités soutenues, le DICOM-GSBdD La Réunion-Mayotte est en mesure d'assurer une relation de proximité avec les militaires et leurs familles, garantissant ainsi un soutien efficace et adapté à leurs besoins spécifiques.
En résumé, le DICOM-GSBdD La Réunion-Mayotte perpétue une longue tradition d'administration et de soutien des forces armées à La Réunion, remontant à plus de 250 ans. En tant qu'organisme interarmées, il joue un rôle essentiel dans le soutien des forces opérationnelles, la préparation des missions et le bien-être des familles militaires dans la région. Sa présence omniprésente et sa proximité avec les unités soutenues lui permettent d'assurer un soutien de qualité et de répondre aux besoins spécifiques des forces armées dans cette zone stratégique de l'océan Indien.